# Emil Muhler

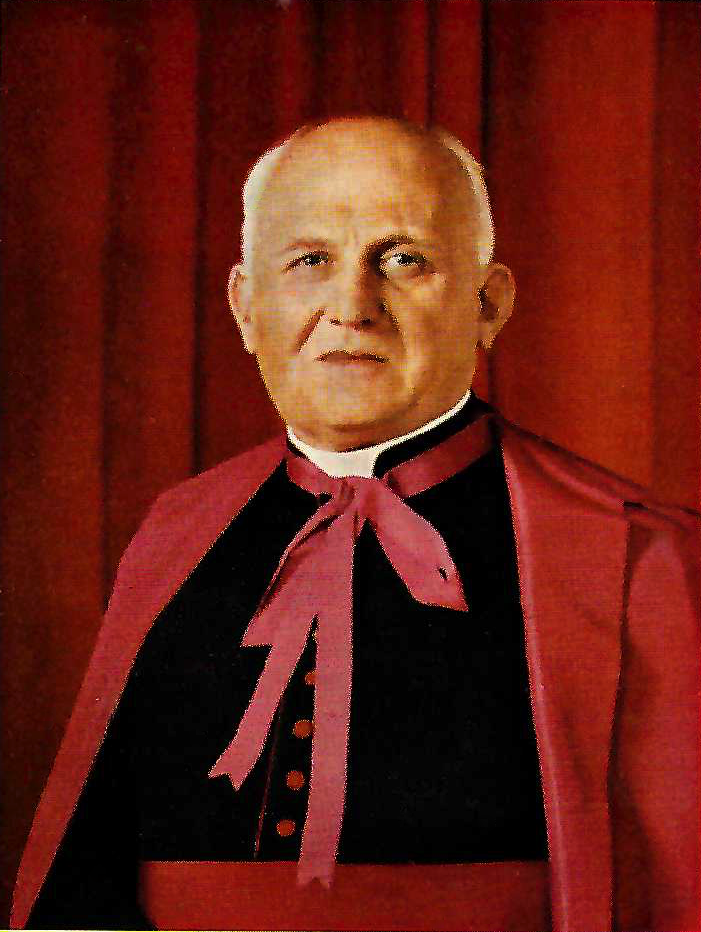
Emil Muhler anlässlich seines 40. Priesterjubiläums am 21. Dezember 1959

Emil Joseph Muhler (* 21. April 1892 in München; † 19. Februar 1963) war ein deutscher römisch-katholischer Priester, Pfarrer, Intellektueller sowie Widerstandskämpfer gegen den Nationalsozialismus.

## Leben

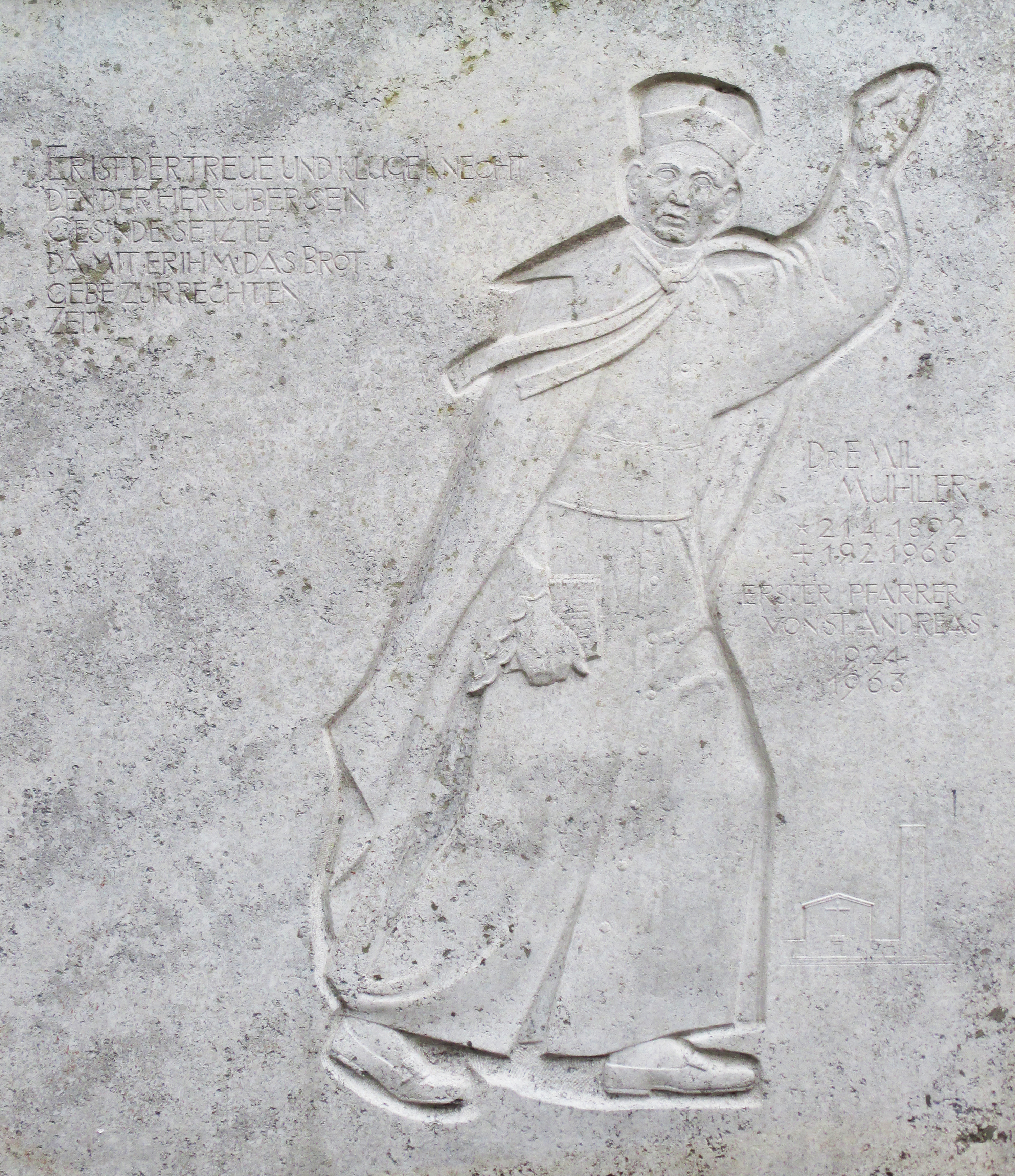
Wandrelief am Eingang von St. Andreas in München, das Emil Muhler zeigt

Emil Muhler besuchte das Münchner Luitpoldgymnasium und studierte in München und Innsbruck Theologie. Ab 1911 war er Mitglied der katholischen Studentenverbindung Langobardia im CV. Am Ersten Weltkrieg nahm er als Freiwilliger teil. Nach seiner Kriegsrückkehr, einem Studium in Berlin und der Priesterweihe wurde er 1924 in Volkswirtschaft zum staatswissenschaftlichen Thema Die Idee des gerechten Lohnes nach katholischer Auffassung mit besonderer Berücksichtigung des Familienlohnes promoviert. 1924 wurde er Stadtpfarrer der neuen Pfarrei St. Andreas in der Münchner Isarvorstadt, einem Arbeiterbezirk in München. Als Mitglied der Bayerischen Volkspartei saß Muhler von 1930 bis zur nationalsozialistischen „Machtergreifung“ im Münchner Stadtrat.
1933 wurde er aufgrund seiner Zusammenarbeit mit kommunistischen Gemeindemitgliedern denunziert. Bei Hausdurchsuchungen wurden zahlreiche sozialistische Schriften gefunden, die er als Literaturquellen für seine Studien brauchte. Die Gestapo stellte ihn unter „Schutzhaft“. Nach seiner Entlassung äußerte er weiterhin Kritik am NS-Regime, dies auch gegen entsprechende Anweisungen des Generalvikariates, des Domkapitulars Johannes Neuhäusler und des Kardinals Faulhaber. 1940 wurde er erneut von der Gestapo verhaftet, bei erneuten Hausdurchsuchungen fand man seine Schrift „Erlebtes und Erlittenes“ mit Kritik am Nationalsozialismus, an der zögernden Haltung der Kirche und an dem Gerichtsverfahren gegen ihn in den 1930er Jahren. Er wurde in Schutzhaft genommen und monatelang verhört. Unter dem Druck der Verhöre schrieb er eine „Entschuldigung“ an das Sondergericht, was seine Freilassung gegen Ende 1940 bedingte. Er war jedoch weiterhin gegen den Nationalsozialismus engagiert, wie beispielsweise 1943 bei der Information der Auflösung der Klöster im Elsass an den Rösch-Kreis. Die Auflösung konnte verhindert werden.
Nach dem gescheiterten Hitler-Attentat vom 20. Juli 1944 wurde Muhler im Pfarrerblock des KZ Dachau inhaftiert, obwohl er mit dem Attentat nichts zu tun hatte. Dort lernte er u. a. Leonhard Roth kennen. Muhler konnte Ende April 1945 auf einem der Todesmärsche fliehen.
Nach dem Ende des Zweiten Weltkrieges trat Muhler der CSU bei, gehörte dem Landesvorstand der CSU an und engagierte sich wieder rege in Politik und Publizistik. Er blieb auch in der Kirche weiterhin ein streitbarer Mann, bedingt durch seine Erfahrungen in der NS-Zeit.
Von 1947 bis 1963 war Muhler Mitglied des Bayerischen Senats.
Ab 1953 war Muhler erster Stadtpfarrer in der neu errichteten Kirche St. Andreas in der Zenettistraße, nachdem der zuvor benutzte Kirchenraum (vom Tanzsaal zur Kirche St. Andreas umgebaut) in der Adelzreiterstraße 1944 von Bomben zerstört worden war.
Emil Muhler starb im Alter von 70 Jahren.

## Grabstätte

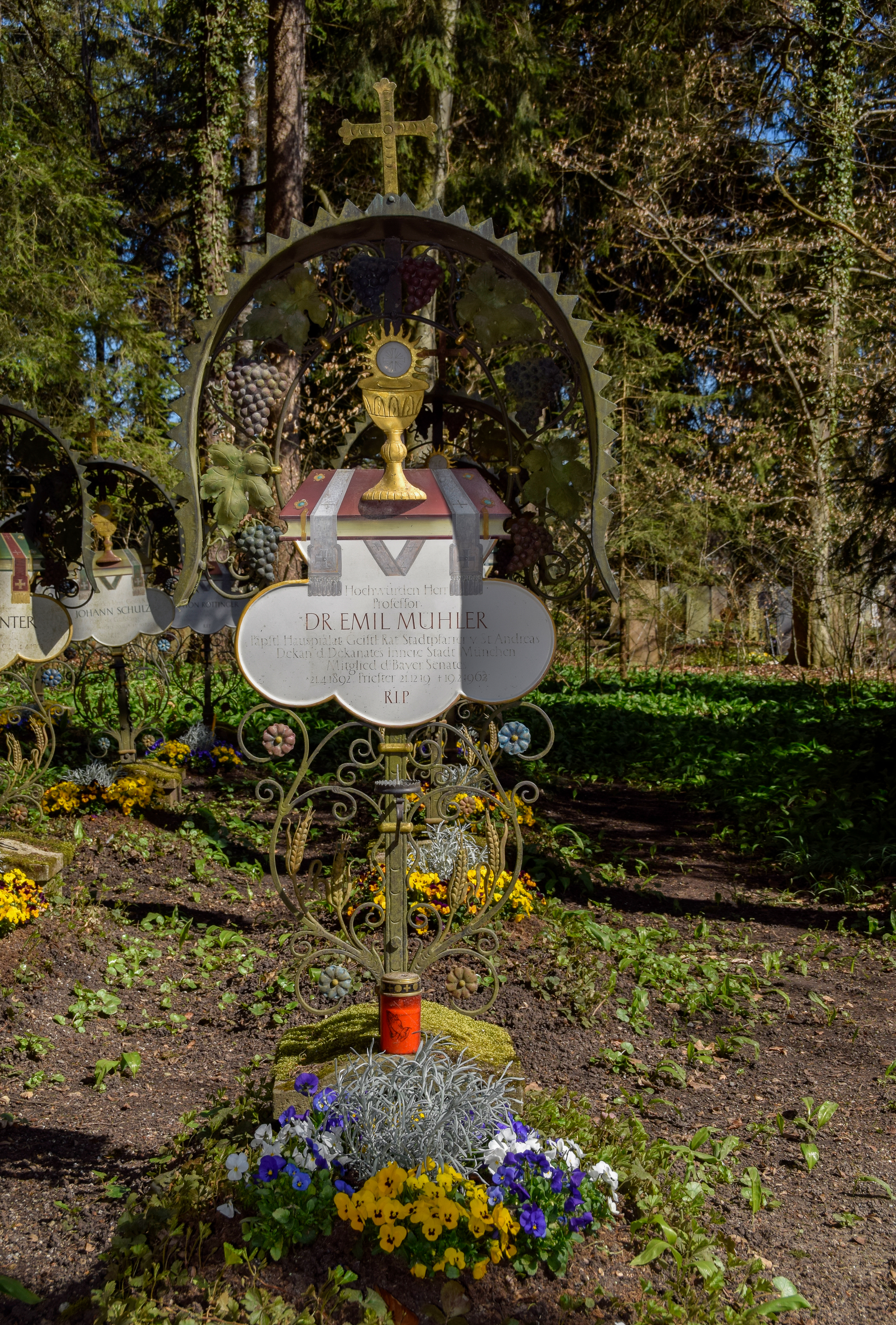
Grab von Emil Muhler auf dem auf dem Münchner Waldfriedhof

Die Grabstätte von Emil Muhler befindet sich auf dem Münchner Waldfriedhof, Grablage: Gräberfeld 142a – Reihe I – Platz 108.

## Ehrungen und Gedenken
- 1952: Verdienstkreuz (Steckkreuz) der Bundesrepublik Deutschland
- 1959: Bayerischer Verdienstorden
- 1969: Benennung der Fußverbindung neben dem Kirchturm von St. Andreas von der Zenettistraße zur Adlzreiterstraße im Münchner Schlachthofviertel als „Emil-Muhler-Torweg“

## Zitate
„(Ich) glaube nach wie vor, daß die mir von Donhauser erzählte Geschichte über Greueltaten im Konzentrationslager Dachau wahr ist. (...) Ich bin fest davon überzeugt, daß meine auf S. 40/41 enthaltene Kritik an der Zusammensetzung des Sondergerichtes und dem Verhalten der Gerichtsmitglieder berechtigt war. Die auf S. 41 ausgesprochene Ablehnung der nationalsozialistischen Weltanschauung halte ich auch heute noch aufrecht. Ich bin der Meinung, daß die deutschen Bischöfe die gleiche Ansicht in einer besonderen Erklärung hätten niederlegen müssen. (...) Ich habe keinen Anlass, meine auf S. 68 gebrachte Ansicht über Kardinal Faulhaber zu ändern. Ich berücksichtige hierbei natürlich, daß er inzwischen 72 Jahre alt geworden ist. (...) Kardinal Faulhaber hat es bis heute unterlassen, das Unrecht, das er mir (...) zugefügt hat, wieder gutzumachen. (...) Ich habe keine Hoffnung mehr, daß dieser Streit jemals bereinigt werden kann.“

## Schriften
- Die Idee des gerechten Lohnes nach katholischer Auffassung mit besonderer Berücksichtigung des Familienlohnes. Leohaus, München 1925
- Die christliche Weltanschauung im Kampf der Geister. Pustet, Regensburg 1933
- Vom heiligen Sakrament der Ehe. Herder, Freiburg 1936
- Der Christ in der Zeitwende. Echter, Würzburg 1948
- Die soziale Frage im Religionsunterricht. Echter, Würzburg 1949
- Der Christ und die soziale Frage. Echter, Würzburg 1953
- Kirche und Sozialismus. Winfried-Werk, Augsburg 1954
- Die Soziallehre der Päpste. Isar Verlag, München 1958
- Die roten Patriarchen. Verlag Bayern-Kurier, München 1961